# Јегорјевск
Јегорјевск (рус. Его́рьевск) град је у Русији у Московској области. Утемељен је 1462. године. Налази се на обалама ријека Гуслице. Према попису становништва из 2010. у граду је живело 70.133 становника. Удаљен је 101 km од Москве.

## Географија
Јегорјевск се налази у часовној зони, која се према међународним стандардима означава као Moscow Time Zone (MSK/MSD). Позиција у односу на Светску координацију времена UTC чини +3:00 (MSK) и +4:00 (MSD, Летње рачунање времена).
Пошто на територији Русије влада декретно време, у Јегорјевску се време разликује од зонског за један сат.

## Историја
До XIX века становништво Јегорјевска чинило је више од 500 људи, углавном трговци и мештани. 1825. године трговац Карцев саградио је прву ткачку мануфактуру. После 20 година браћа Хлудови створили су, према ондашњим мерилима, огроман индустријски комплекс – предионицу памука. Зграда је одлично очувана и до данас, а кула са часовником представља украс града.

### Назив
Град је добио назив у част Светог Јегорија, то јест Георгија Победоносца.
Постоји, ипак, и друга верзија, везана за народна предања, која у потпуности може да послужи као илустрација менталитета локалног становништва. У Високом су се некад сусретале границе три кнежества – Московског, Рјазанског и Владимирског. Данак и порезе узимала су сва три. Досетљиво становништво је наводно смислило како да превари (рус. «объегорить») све и никоме нису ништа платили, изјављујући сваком следећем сакупљачу да су већ дали данак претходнику.

### Мешчерска кнежевина
У периоду раног Средњег века под називом Мешчера (рус. «Мещера») подразумевана је пре свега Мешчерска кнежевина. Тешко је рећи који је кнежевски род тамо владао. Првобитно је то могао бити један део подељене Муромско-Рјазањске кнежевине. У том случају мешчерски кнезови представљају непознату грану породичног стабла Рјуриковича. У корист ове претпоставке говори и раширеност духовне управе Муромско-Рјазањске епархије на територији Мешчер. Независна мешчерска кнежевина потрајала је до краја XIV века. Његова се територија за то време стално смањивала, а разлог за ово нису били војни порази од Рјазања или владара Москве, већ продаја земаља. После 1392. године Мешчерска кнежевина се већ налази у вазалском односу према Московској. Последњи подаци о мешчерским кнезовима као владарима Мешчере односе се на 1483. годину. Слика родослова указује да су кнежевство изгубили за време Ивана III, код којег су Мешчерски кнезови заменили своја имања за земљишне поседе у другим регионима Московске државе.

### Рјазанска губернија
Почетком XVIII века је таква административна јединица као Мешчерски срез нестала, и назив „Мешчера“ се престао употребљавати за ту територију.. 1778. године Јегорјевск је постао престоница Рјазањске губерније. Његовим укључивањем у састав Рјазањске губерније, назив Рјазањска Мешчера, као ознака рјазањске леве обале Оке, проширила се и на њене земље. А са одредницом Мешчерске низије као географског објекта, Мешчера је добила савремено значење. Јегорјевск је био познат по редовним сајмовима (трговина житом). У XIX веку представља важан центар старе вере. У истом веку постао је и центар ткачке индустрије (предионица памука браће Хлудови – од 1847) Замах развоју дала је градња железничког крака од Воскресенска према Јегорјевску (1869). Свој развитак крајем XIX века Јегорјевск такође дугује градоначелнику Н. М. Бардигину (град је водио од 1872—1901). Према Бардигиновој наруџбини, московски архитекта И. Т. Барјутин је у граду саградио Јегорјевску механичко-електротехничку школу „Царевић Алексеј“, обновљена је Тројицка црква Свето-Тројицког женског манастира и градоначелникова кућа. Најзначајније дело Никифора Михајловича Бардигина постала је зграда градског водовода из 1877. године.

### Московска област
Године 1922. Јегорјевски срез предат је Московској губернији, 1929. је уместо Московске губерније основана Московска област. Тако је Јегорјевск престао да буде срески град и постао центар рејона.

### Грб
За основ грба Јегорјевског рејона узет је историјски грб среског града Јегорјевска, Рјазанског Намесништва, по Највишем налогу утврђен 29. марта 1778. године. Црвена боја је у складу са предањем о јуначком подвигу Светог Великомученика Георгија и употпуњава садржај грба.
Данас је грб Јегорјевског рејона остао без рјазањског горњег дела. Завршни нацрт грба израдио је уметник Р. И. Маланичев. Грб су утврдиле локалне власти 3. децембра 1998. године и унет је у Државни хералдички регистар под бројем 409. Опис грба гласи: „У пурпруном (црвеном) пољу је рука одевена у азур (тамно плаву, модроплаву одећу), која излази одозго с леве стране из сребрног облака и погађа а златним турнирским копљем у чељусти златног преобраћеног крилатог змаја који се осврнуо“.

## Становништво
Према прелиминарним подацима са пописа, у граду је 2010. живело 70.133 становника, 1.830 (2,68%) више него 2002.
| 1939.  | 1959.  | 1970.  | 1979.  | 1989.  | 2002.  | 2010.  |
| ------ | ------ | ------ | ------ | ------ | ------ | ------ |
| 56.314 | 59.341 | 67.202 | 72.204 | 73.854 | 68.303 | 70.071 |

## Градови побратими
- Пирдоп
- Мозир
- Zhuji
- Згуривка

## Галерија
- Музеј
- Московска улица почетак XX века
- Казанска црква, црква Светог Ђорђа почетак XX века
- Госпојинска црква почетак XX века
- Манастир Тројства почетак XX века